# Tak dlouho tě miluji
Tak dlouho tě miluji (v originále Il y a longtemps que je t'aime) je francouzsko-kanadský hraný film z roku 2008, který režíroval spisovatel Philippe Claudel. Snímek měl světovou premiéru na berlínském filmovém festivalu 14. února 2008.

## Děj
Dvě sestry, Juliette a Léa, se znovu shledají poté, co Juliette strávila patnáct let ve vězení. Léa je nyní vdaná a má dvě děti, sestru přijme ve svém domě v Nancy.

## Obsazení
| Kristin Scott Thomas | Juliette Fontaine                  |
| Elsa Zylberstein     | Léa                                |
| Serge Hazanavicius   | Luc, její manžel                   |
| Laurent Grévill      | Michel                             |
| Frédéric Pierrot     | kapitán Fauré                      |
| Lise Ségur           | Lys, adoptivní dcera Léy a Luca    |
| Claire Johnston      | matka Juliette a Léy               |
| Catherine Hosmalin   | poradkyně integrace                |
| Jean-Claude Arnaud   | Papy Paul, otec Luca               |
| Olivier Cruveiller   | Gérard                             |
| Mouss Zouheyri       | Samir                              |
| Souad Mouchrik       | Kaisha, jeho žena                  |
| Lily Rose            | Emélia, nejmladší dcera Léy a Luca |
| Régis Latouche       | majitel baru                       |

## Ocenění
- Evropské filmové ceny: herečka roku (Kristin Scott Thomas)
- BAFTA: nejlepší zahraniční film; nominace v kategoriích nejlepší herečka (Kristin Scott Thomas), nejlepší původní scénář
- César: nejlepší filmový debut (Philippe Claudel), nejlepší herečka ve vedlejší roli (Elsa Zylberstein); nominace v kategoriích nejlepší film, nejlepší herečka (Kristin Scott Thomas)
- London's Favourite French Film
- Zlatý glóbus: nominace na nejlepší cizojazyčný film a nejjlepší herečku v dramatu (Kristin Scott Thomas)